# 12-es busz (Debrecen)

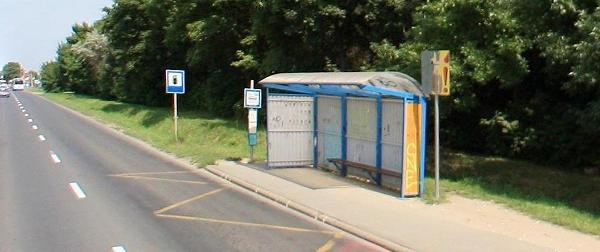
Vincellér utca

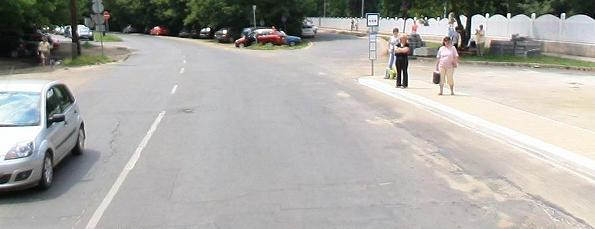
Auguszta

A debreceni 12-es jelzésű autóbusz a Vincellér utca és az Auguszta között közlekedik a TEVA Gyógyszergyárat érintve. Útvonalán során érinti a Tócóskertet, a Tescót, a Dózsa György Általános Iskolát, a Malomparkot, a Dienes László Gimnáziumot, a Bolyai János Általános Iskolát, a DAB-székházat, a Debreceni Egyetemet, a Klinikákat, a Teva Gyógyszergyárat és az Augusztát.
Jelenlegi menetrendje 2018. július 1-jétől érvényes.

## Története
A 3-as és 7-es villamos 1970-es megszűnésekor átalakították a buszhálózatot. Ekkor jött létre a 12-es busz, mely a MÁV állomás - Erzsébet utca - Külsővásártér - Nyugati utca - Csap utca - Mester utca - Dózsa György utca - Nádor utca - Gyöngyösi utca - Egyetem sugárút - Egyetem tér - Nagyerdei körút - Pallagi út - Gyógyszergyár útvonalon közlekedett. 1980-tól a Nádor utca - Thomas Mann utca - Bolyai utca - Egyetem tér útvonalon közlekedett, a Gyöngyösi utca és az Egyetem sugárút kihagyásával. 1992-ben ismét változtattak az útvonalán. Ekkortól kezdve nem a Nagyállomástól, hanem a Vincellér utcáról indul majd innen az István út - Szoboszlói út útvonalon érte el a Külsővásárteret ahonnan az addigi útvonalon haladt tovább. 1999-ben ismét változott az útvonala, ekkor kapta meg a klasszikus Vincellér utca - István út - Kishegyesi út - Pesti utca - Mester utca útvonalat. Tovább az addigi útvonalon haladt. Ekkor alakult át a 12-es busz műszakváltó járatból alapjárattá. A 2011-es menetrendváltozás II. ütemében a 12-es busz vette át a megszűnő 26-os és 26Y buszok szerepét, így a 12-es busz végállomása az Auguszta lett, és a Nagyerdei körút - Pallagi út - Móricz Zsigmond út - Auguszta - Móricz Zsigmond út - Dóczy József utca - Bolyai utca útvonalon közlekedett. 12Y jelzéssel betétjárata indult, mely betért a Gyógyszergyárhoz. Még ebben az évben újra változott az útvonala, augusztus 15-től a járatok a Derék utcán közlekednek az István út helyett, valamint már minden járat betér a Gyógyszergyárhoz, így a 12Y busz megszűnt.

## Útvonala
| Év        | Végállomások                                     | Útvonal oda | Útvonal vissza |
| --------- | ------------------------------------------------ | --- | --- |
| 1970-1980 | MÁV állomás – Gyógyszergyár                      | Erzsébet utca – Külsővásártér– Nyugati utca – Csap utca – Mester utca – Csemete utca – Dózsa György utca – Nádor utca – Gyöngyösi utca – Egyetem sugárút – Egyetem tér – Nagyerdei körút – Pallagi út                                       | Pallagi út – Nagyerdei körút – Egyetem tér – Egyetem sugárút – Gyöngyösi utca – Nádor utca – Dózsa György utca – Csemete utca – Mester utca – Vendég utca – Nyugati utca – Külsővásártér – Erzsébet utca           |
| 1980-1992 | MÁV állomás – Gyógyszergyár                      | Erzsébet utca – Külsővásártér– Nyugati utca – Csap utca – Mester utca – Csemete utca – Dózsa György utca – Nádor utca – Thomas Mann utca – Bolyai utca – Egyetem tér – Nagyerdei körút – Pallagi út                                         | Pallagi út – Nagyerdei körút – Egyetem tér – Bolyai utca – Thomas Mann utca – Nádor utca – Dózsa György utca – Csemete utca – Mester utca – Vendég utca – Nyugati utca – Külsővásártér – Erzsébet utca             |
| 1992-1999 | Vincellér utca – Gyógyszergyár                   | István út – Szoboszlói út – Külsővásártér– Nyugati utca – Csap utca – Mester utca – Csemete utca – Dózsa György utca – Nádor utca – Thomas Mann utca – Bolyai utca – Egyetem tér – Nagyerdei körút – Pallagi út                             | Pallagi út – Nagyerdei körút – Egyetem tér – Bolyai utca – Thomas Mann utca – Nádor utca – Dózsa György utca – Csemete utca – Mester utca – Vendég utca – Nyugati utca – Külsővásártér – Szoboszlói út – István út |
| 1999      | Vincellér utca – Gyógyszergyár                   | István út – Kishegyesi út – Csap utca – Mester utca – Csemete utca – Dózsa György utca – Nádor utca – Thomas Mann utca – Bolyai utca – Egyetem tér – Nagyerdei körút – Pallagi út                                                           | Pallagi út – Nagyerdei körút – Egyetem tér – Bolyai utca – Thomas Mann utca – Nádor utca – Dózsa György utca – Csemete utca – Mester utca – Vendég utca – Kishegyesi út – István út                                |
| 1999-2011 | Vincellér utca – Gyógyszergyár                   | István út – Kishegyesi út – Pesti utca – Mester utca – Csemete utca – Dózsa György utca – Nádor utca – Thomas Mann utca – Bolyai utca – Egyetem tér – Nagyerdei körút – Pallagi út                                                          | Pallagi út – Nagyerdei körút – Egyetem tér – Bolyai utca – Thomas Mann utca – Nádor utca – Dózsa György utca – Csemete utca – Mester utca – Pesti utca – Kishegyesi út – István út                                 |
| 2011      | Vincellér utca – (12Y: Gyógyszergyár) – Auguszta | István út – Kishegyesi út – Pesti utca – Mester utca – Csemete utca – Dózsa György utca – Nádor utca – Thomas Mann utca – Bolyai utca – Egyetem tér – Nagyerdei körút – Pallagi út – (12Y: Gyógyszergyár – Pallagi út) – Móricz Zsigmond út | Móricz Zsigmond út – Dóczy József utca – Egyetem tér – Bolyai utca – Thomas Mann utca – Nádor utca – Dózsa György utca – Csemete utca – Mester utca – Pesti utca – Kishegyesi út – István út                       |
| 2011-től  | Vincellér utca – Auguszta                        | István út – Kishegyesi út – Pesti utca – Mester utca – Csemete utca – Dózsa György utca – Nádor utca – Thomas Mann utca – Bolyai utca – Egyetem tér – Nagyerdei körút – Pallagi út – Gyógyszergyár – Pallagi út – Móricz Zsigmond út        | Móricz Zsigmond út – Dóczy József utca – Egyetem tér – Bolyai utca – Thomas Mann utca – Nádor utca – Dózsa György utca – Csemete utca – Mester utca – Pesti utca – Kishegyesi út – István út                       |

## Megállóhelyei
| 0  | Vincellér utca végállomás                   | 24 | 19, 22, 22Y, 24, 24Y, 25, 25Y, 30, 30A, 41, 41Y, 45, 125                           |
| 1  | Sárvári Pál utca                            | 23 | 19, 22, 22Y, 24, 24Y, 25, 25Y, 30, 30A, 125, 125Y                                  |
| 2  | Holló László sétány                         | 22 | 19, 22, 22Y, 24, 24Y, 25, 25Y, 30, 30A, 125, 125Y                                  |
| 4  | Gyepűsor utca (↓) Derék utca-Jégcsarnok (↑) | 20 | 17, 17A, 22, 22Y, 24, 24Y, 25, 25Y, 46, 46E, 46H, 125, 125Y, 146                   |
| 6  | Dorottya utca                               | 18 | 17, 17A, 22, 22Y, 24, 24Y, 25, 25Y, 46, 46E, 46H, 125, 125Y, 146                   |
| 8  | Kishegyesi út                               | 17 | 17, 17A, 22, 22Y, 24, 24Y, 25, 25Y, 45, 46, 46H, 125, 125Y, 146                    |
| ∫  | Pesti utca                                  | 15 | 11, 14, 15, 15Y, 22, 22Y, 24, 24Y, 33, 33E, 34, 35, 35E, 35Y, 36, 36E, 42, 42A, 43 |
| 11 | Vendég utca (↓) Mester utca (↑)             | 13 | 11, 14, 15, 15Y, 43                                                                |
| 13 | Csemete utca                                | 12 | 2 11, 15, 15Y, 43                                                                  |
| 15 | Dózsa György utca                           | 10 | 2 21, 23, 33, A1                                                                   |
| 17 | Nádor utca                                  | ∫  | 2 21, 23, 33, A1                                                                   |
| 18 | Dienes László Középiskola                   | 7  | 2 23                                                                               |
| 20 | Bolyai utca (↓) DAB-székház (↑)             | 6  | 2 23                                                                               |
| 23 | Egyetem                                     | ∫  | 1 10, 10A, 10Y, 13, 22                                                             |
| 24 | Klinikák                                    | ∫  | 1 10, 10A, 10Y, 13, 22, 24, 51E                                                    |
| 25 | Szociális Otthon                            | ∫  | 10, 10A, 10Y, 13, 16, 22Y, 24Y                                                     |
| 26 | Pallagi út                                  | ∫  | 10, 10A, 10Y, 13, 16, 22Y, 24Y                                                     |
| 27 | TEVA Gyógyszergyár                          | ∫  | 10Y, 13, 16                                                                        |
| 28 | Móricz Zsigmond út                          | ∫  | 10, 10A, 10Y, 13, 16, 22Y, 24Y                                                     |
| ∫  | Bolyai utca                                 | 4  | 23                                                                                 |
| ∫  | Dóczy József utca                           | 3  | 22, 23, 23Y, 24                                                                    |
| ∫  | Egyetemi sporttelep                         | 2  | 2 10, 10A, 10Y, 22, 22Y, 23, 23Y, 24, 24Y                                          |
| 29 | Auguszta végállomás                         | 0  | 10, 10A, 10Y, 22Y, 24Y                                                             |

## Menetrend
- Hivatalos menetrend
- Egyszerűsített menetrend